# 錫梅茨貝格山
47°34′3″N 11°15′18″E / 47.56750°N 11.25500°E

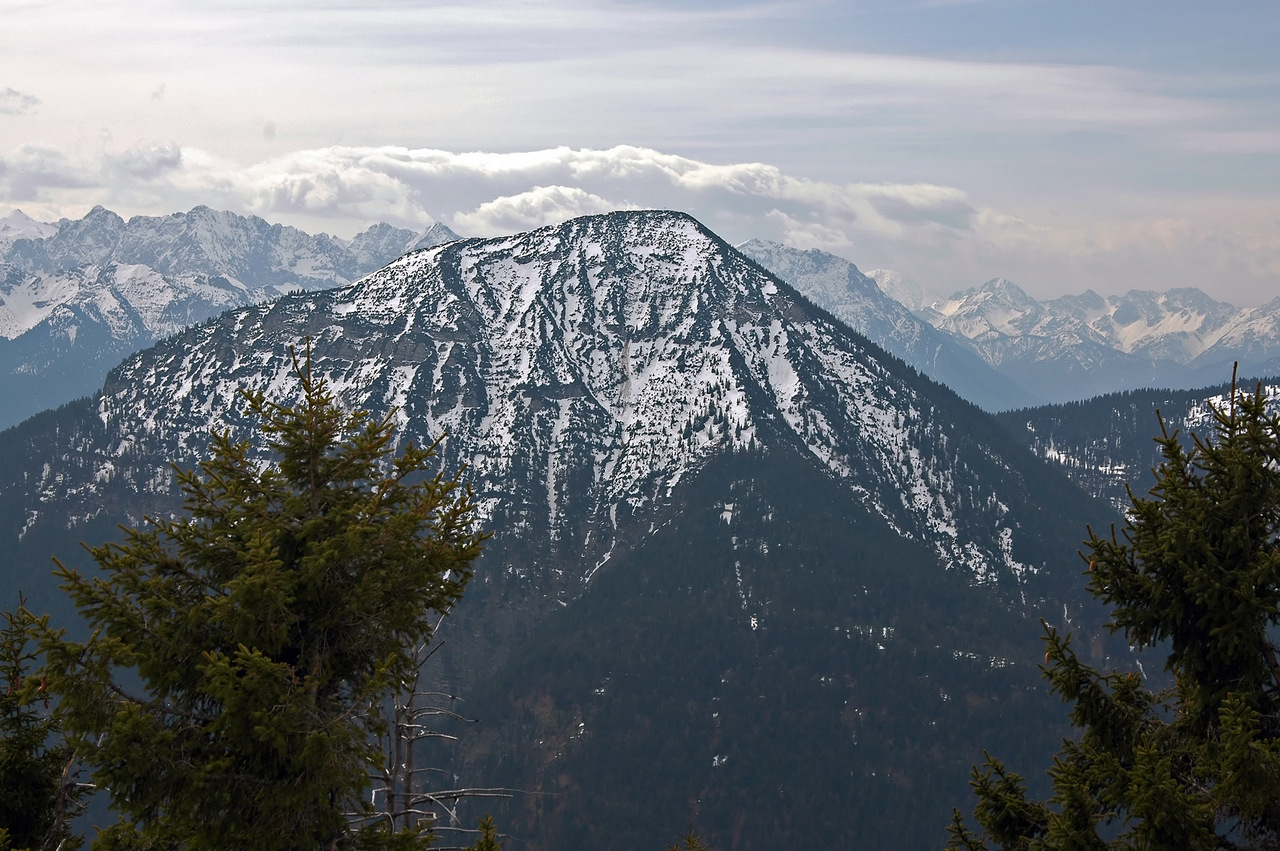

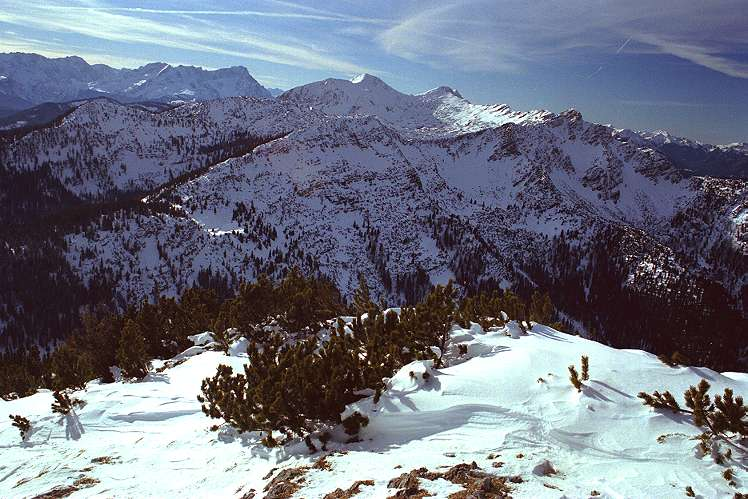

錫梅茨貝格山（德語：Simetsberg），是德國的山峰，位於該國東南部，由巴伐利亞負責管轄，屬於巴伐利亞前阿爾卑斯山脈中埃斯特爾山脈的一部分，海拔高度1,836米。